# ناوچه کلاس آنزاک
ناوچه کلاس آنزاک (به انگلیسی: Anzac-class frigate) یک کلاس از کشتی است که طول آن ۱۰۹ متر (۳۵۸ فوت) می‌باشد.